# Anna Dreimane
Anna Rēzija Dreimane (Riga, 4 luglio 1997) è una cestista lettone.

## Carriera
Con la Lettonia ha disputato i Campionati europei del 2017.